# Bactérie spatiale
L'existence de bactéries spatiales, retrouvées à l'extérieur de la Station spatiale internationale (ISS), est annoncée en novembre 2017, puis infirmée. 
En novembre 2017, le cosmonaute russe Anton Shkaplerov annonce que l'analyse d'échantillons prélevés à la surface de la station spatiale démontrerait la présence de bactéries qui n'y étaient pas présentes au lancement du module. Il propose qu'elles soient venues de l'espace se déposer sur la navette. La nouvelle est initialement très médiatisée dans des journaux non-scientifiques,, mais rien ne démontre en fait l'origine extraterrestre de ces bactéries. Au contraire, il est très probable qu'elles proviennent de l’intérieur même de l’ISS,.